# Volley Mulhouse Alsace
Maillots
Actualités
Le Volley Mulhouse Alsace (VMA), est un club français de volley-ball féminin basé à Mulhouse, qui évolue au 1er niveau national, en Ligue AF.

## Historique
- 1974 : création de la section volley de l'ASPTT Mulhouse[2]
- 1980 : champion de France de nationale 3 féminine, avec dans ses rangs une jeune cadette 1re année, Brigitte Lesage
- 1982 : 1re accession en  Nationale 1.
- 1991 : lauréate du challenge de France féminin aux dépens de Clamart et champion de France cadettes
- 1992 : championne de France de Nationale 1B[2]
- 1994 : quart de finaliste de la coupe d'Europe féminine de la CEV – elles échouent face aux Ukrainiennes[3].
- 1998 : 3e de la coupe d'Europe de la CEV et vice-champion de France féminin[3]
- 2005 : Magali Magail est nommée entraîneur de l'équipe professionnel.
- 2007 à 2010 : l'ASPTT Mulhouse est vice-championne de France et se qualifie pour la Ligue des champions de volley-ball féminin[3]. Après trois éliminations en première de Ligue des champions en 2007-2008, 2008-2009 et 2009-2010, l'ASPTT Mulhouse se classe troisième de sa poule en 2010-2011 et est reversée en Coupe de la CEV féminine, où elle est éliminée au stade du challenge round équivalent aux quarts de finale par les Polonaises du MKS Dąbrowa Górnicza[4],[5].
- 2019 : François Salvagni est nommé entraîneur de l'équipe professionnel et Magali Magail devient manager général du club[6].
- 2022 : le club change sa dénomination historique et se renomme Volley Mulhouse Alsace (VMA) le 22 juin 2022[7].

## Palmarès
- Coupe de la CEV :
  - Troisième en 1998[3].

- Championnat de France (2) :
  - Champion en 2017 et 2021.
  - Finaliste en 1998, 1999, 2007, 2008, 2009, 2010, 2011, 2012, 2022, 2023.

- Coupe de France (2) :
  - Vainqueur en 2021, 2025.
  - Finaliste en 2000, 2009, 2010, 2012, 2024[3].

- Supercoupe de France (3) :
  - Vainqueur en 2017, 2021, 2022.

- Championnat de France Élite (1) :
  - Vainqueur en 1992.

## Bilan par saison
| Saison    | Division | Saison régulière                                                             | Phase finale                                                                 | Coupe de France                       | Ligue des champions | Coupe de la CEV | Challenge Cup        |
| --------- | -------- | ---------------------------------------------------------------------------- | ---------------------------------------------------------------------------- | ------------------------------------- | ------------------- | --------------- | -------------------- |
| 2023-2024 | Ligue A  | 3e                                                                           | 1/2                                                                          | Finaliste                             | 4e (poule A)        | N/A             | N/A                  |
| 2022-2023 | Ligue A  | 1er                                                                          | 2e                                                                           | 1/4                                   | 3e (poule A)        | N/A             | N/A                  |
| 2021-2022 | Ligue A  | 2e                                                                           | 2e                                                                           | 1er tour                              | 3e (poule B)        | N/A             | N/A                  |
| 2020-2021 | Ligue A  | 1er                                                                          | 1er                                                                          | 1er                                   | 3e (poule C)        | N/A             | N/A                  |
| 2019-2020 | Ligue A  | Annulé en raison du Covid-19 (1er en saison régulière ; pas de phase finale) | Annulé en raison du Covid-19 (1er en saison régulière ; pas de phase finale) | Annulé : Covid-19 (1/2 - avant arrêt) | N/A                 | 1/16            | N/A                  |
| 2018-2019 | Ligue A  | 1er                                                                          | 1/4                                                                          | 3e (Finale à 4)                       | Qualif. 3e tour     | 1/4 de finale   | N/A                  |
| 2017-2018 | Ligue A  | 3e                                                                           | 1/2                                                                          | 1/2                                   | 4e (poule A)        | N/A             | N/A                  |
| 2016-2017 | Ligue A  | 1er                                                                          | 1er                                                                          | 1/2                                   | N/A                 | N/A             | 1/16                 |
| 2015-2016 | Ligue A  | 4e                                                                           | 1/4                                                                          | 1/8                                   | N/A                 | N/A             | N/A                  |
| 2014-2015 | Ligue A  | 6e                                                                           | 1/4                                                                          | 1/2                                   | N/A                 | N/A             | N/A                  |
| 2013-2014 | Ligue A  | 6e                                                                           | 1/4                                                                          | 1/2                                   | N/A                 | 1/16            | 1/2                  |
| 2012-2013 | Ligue A  | 2e                                                                           | 3e                                                                           | 1/8                                   | 4e (poule C)        | N/A             | N/A                  |
| 2011-2012 | Ligue A  | 3e                                                                           | 2e                                                                           | Finaliste                             | 4e (poule B)        | Challenge round | N/A                  |
| 2010-2011 | Ligue A  | 2e                                                                           | 2e                                                                           | 1/4                                   | 3e (poule C)        | Challenge round | N/A                  |
| 2009-2010 | Ligue A  | 3e                                                                           | 2e                                                                           | Finaliste                             | 4e (poule B)        | N/A             | N/A                  |
| 2008-2009 | Pro A    | 2e                                                                           | 2e                                                                           | Finaliste                             | 3e (poule E)        | N/A             | N/A                  |
| 2007-2008 | Pro A    | 2e                                                                           | 2e                                                                           | 1/4                                   | 4e (poule C)        | N/A             | N/A                  |
| 2006-2007 | Pro A    | 3e                                                                           | 2e                                                                           | 1/4                                   | N/A                 | N/A             | N/A                  |
| 2005-2006 | Pro A    | 4e                                                                           | 3e (poule B)                                                                 | 1/2                                   | N/A                 | N/A             | Qualif. (2e poule 3) |
| 2004-2005 | Pro A    | 8e                                                                           | 4e                                                                           | 1/2                                   | N/A                 | N/A             | N/A                  |
| 2003-2004 | Pro A    | 7e                                                                           | 4e (poule B)                                                                 | 1/4                                   | N/A                 | N/A             | Qualif. (3e poule 3) |
| 2002-2003 | Pro A    | 3e                                                                           | 3e                                                                           | 1/2                                   | N/A                 | N/A             | 1/8                  |
| 2001-2002 | Pro A    | 4e                                                                           | 4e                                                                           | 1/4                                   | N/A                 | N/A             | N/A                  |
| 2000-2001 | Pro A    | 5e                                                                           | 3e (poule A)                                                                 | 1/8                                   | N/A                 | 1/4             | N/A                  |
| 1999-2000 | Pro A    | 4e                                                                           | 1/4                                                                          | Finaliste                             | N/A                 | N/A             | 1/8                  |

## Joueuses

### Joueuses internationales
De nombreuses joueuses de l'ASPTT Mulhouse sont internationales. Certaines obtiennent leur première cape internationale en équipe de France de volley-ball féminin sous le maillot de l'ASPTT Mulhouse. Parmi elles, Christina Bauer, Alexia Djilali, Coralie Larnack et Déborah Ortschitt dans les années 2000, ou plus récemment Aminata Coulibaly dans les années 2010. D'autres joueuses internationales sont formées à Mulhouse et jouent en équipe de France après avoir quitté le club, comme Marie Frick et Audrey Syren.
D'autres sont déjà internationales françaises quand elles rejoignent le club, comme Armelle Faesch, Myriam Kloster et Anna Rybaczewski. Le club mulhousien attire aussi des joueuses internationales étrangères, comme Alina Speranta Albu sélectionnée en équipe de Roumanie, Anna Barnak-Marić membre de l'équipe de Serbie, et Martina Georgieva membre de la sélection bulgare.

### Effectif Professionnel 2024-2025
| No                                                                         | Nom                                                                        | Date de naissance                                                          | Taille                         | Poids                          | Poste                          |
| -------------------------------------------------------------------------- | -------------------------------------------------------------------------- | -------------------------------------------------------------------------- | ------------------------------ | ------------------------------ | ------------------------------ |
| 1                                                                          | Annayka Legros                                                             | 17 mai 1995                                                                | 196                            | 80                             | Centrale                       |
| 2                                                                          | Christelle Nana Tchoudjang                                                 | 7 juillet 1989                                                             | 184                            | 80                             | Réceptionneuse-attaquante      |
| 3                                                                          | Reagan Rutherford1                                                         | 29 juillet 2002                                                            | 183                            | N/C                            | Attaquante                     |
| 6                                                                          | Jessica Kosonen (fi)                                                       | 9 mars 1997                                                                | 174                            | 63                             | Réceptionneuse-attaquante      |
| 7                                                                          | Valentina Diouf2                                                           | 10 janvier 1993                                                            | 203                            | 89                             | Attaquante                     |
| 9                                                                          | Léa Soldner                                                                | 10 février 1996                                                            | 174                            | 65                             | Libero                         |
| 10                                                                         | Énora Danard-Selosse                                                       | 31 décembre 2002                                                           | 177                            | 80                             | Passeuse                       |
| 11                                                                         | Jasmine Gross (de)                                                         | 30 mai 1998                                                                | 190                            | N/C                            | Centrale                       |
| 12                                                                         | Aristea Tontai                                                             | 5 juillet 1999                                                             | 196                            | N/C                            | Centrale                       |
| 14                                                                         | Romy Jatzko (de)                                                           | 26 janvier 2000                                                            | 187                            | 73                             | Réceptionneuse-attaquante      |
| 15                                                                         | María Marín (en)                                                           | 4 novembre 1995                                                            | 178                            | 68                             | Passeuse                       |
| 17                                                                         | Katelyn Evans                                                              | 10 février 1998                                                            | 187                            | N/C                            | Réceptionneuse-attaquante      |
| 19                                                                         | Julia Casadei                                                              | 19 mai 2004                                                                | 168                            | 56                             | Libero                         |
|                                                                            |                                                                            |                                                                            |                                |                                |                                |
| Encadrement technique                                                      | Encadrement technique                                                      |                                                                            | Légende                        | Légende                        | Légende                        |
| Entraîneur : François Salvagni                                             | Entraîneur : François Salvagni                                             | Entraîneur : François Salvagni                                             | : Capitaine                    | : Capitaine                    | : Capitaine                    |
| Entraîneur(s) adjoint(s) : Maciej Juszt2, Pablo Sánchez, Christophe Magail | Entraîneur(s) adjoint(s) : Maciej Juszt2, Pablo Sánchez, Christophe Magail | Entraîneur(s) adjoint(s) : Maciej Juszt2, Pablo Sánchez, Christophe Magail | : Joueuse blessée actuellement | : Joueuse blessée actuellement | : Joueuse blessée actuellement |
| Manager général : Magali Magail                                            |                                                                            |                                                                            |                                |                                |                                |

1 joueuse ayant rejoint le club le 24 décembre 2024.

2 joueuse et entraîneur ayant quitté le club début décembre 2024.

## Identité du club

### Historique du logo

Logo de 2014[10] à 2022.

### Équipementiers
| Période        | Équipementier | Réf.   |
| -------------- | ------------- | ------ |
| ? – 2021/07    | Erreà         | [ 11 ] |
| 2021/07 – 2025 | Craft         | [ 12 ] |